# Sant Miquel de Fontllonga
Sant Miquel és l'església parroquial del poble de Fontllonga, al municipi de Camarasa (Noguera) inclosa en l'Inventari del Patrimoni Arquitectònic de Catalunya. És al centre de la població de Fontllonga, en un dels contraforts més occidentals de la serra de Sant Mamet, damunt de l'embassament de Camarasa.

## Història
Fou la parròquia del castell i nucli de Fontllonga, funció que encara conserva avui en dia. Fins a la desamortització depengué del priorat de Santa Maria de Meià. Les primeres notícies escrites són de l'any 1049, quan una persona anomenada Vuart, la seva muller Maria i el seu germà Ramon Temon feren donació del delme de Fontllonga al monestir de Santa Maria de Meià i a l'església de Sant Jordi de Fontllonga. El 1095, Ermengol, fill de Guitard Guillem de Meià, i net del fundador del monestir, donà al mateix monestir les esglésies que tenia entre les quals figuraven les de Fontllonga amb tots els drets i pertinences. El 1137, en un capbreu del mateix monestir hi consta que Santa Maria de Meià posseïa el castell de Fontllonga i les esglésies del terme. El 1315, consta que el delegat del visitador de l'arquebisbe de Tarragona visità el lloc. La dependència de Santa Maria de Meià es feu més patent quan el 1458, el prior Pere de Vilanova uní la rectoria de Fontllonga al priorat de Santa Maria. Això l'exemptava de les visites pastorals del bisbe d'Urgell, sobretot a partir del segle xvi. Així, el 1633 el visitador de la catedral i el bisbat d'Urgell hagué de revocar la seva visita a l'església de Fontllonga perquè anava en perjudici de la dignitat prioral. A mitjan segle xvii Roig i Jalpí afirma que l'església encara gaudia d'un culte important: «Sant Miquel Archangel, en Font-llonga. És parroquial. Y en ella hay instituidas dos Cofradias».

## Arquitectura
Consisteix en un edifici d'una sola nau amb una capella adossada al sud, donant a la planta certa aparença de creuer. L'aparell general de l'edifici es caracteritza per l'ús de carreuons ben escairats, sense polir, disposats de forma ordenada en filades uniformes i regulars. Les cobertes conserven el seu acabat en lloses de pedra irregulars, presumiblement originals, tot i que recentment es denoten restauracions que han canviat aquesta aparença puntualment.

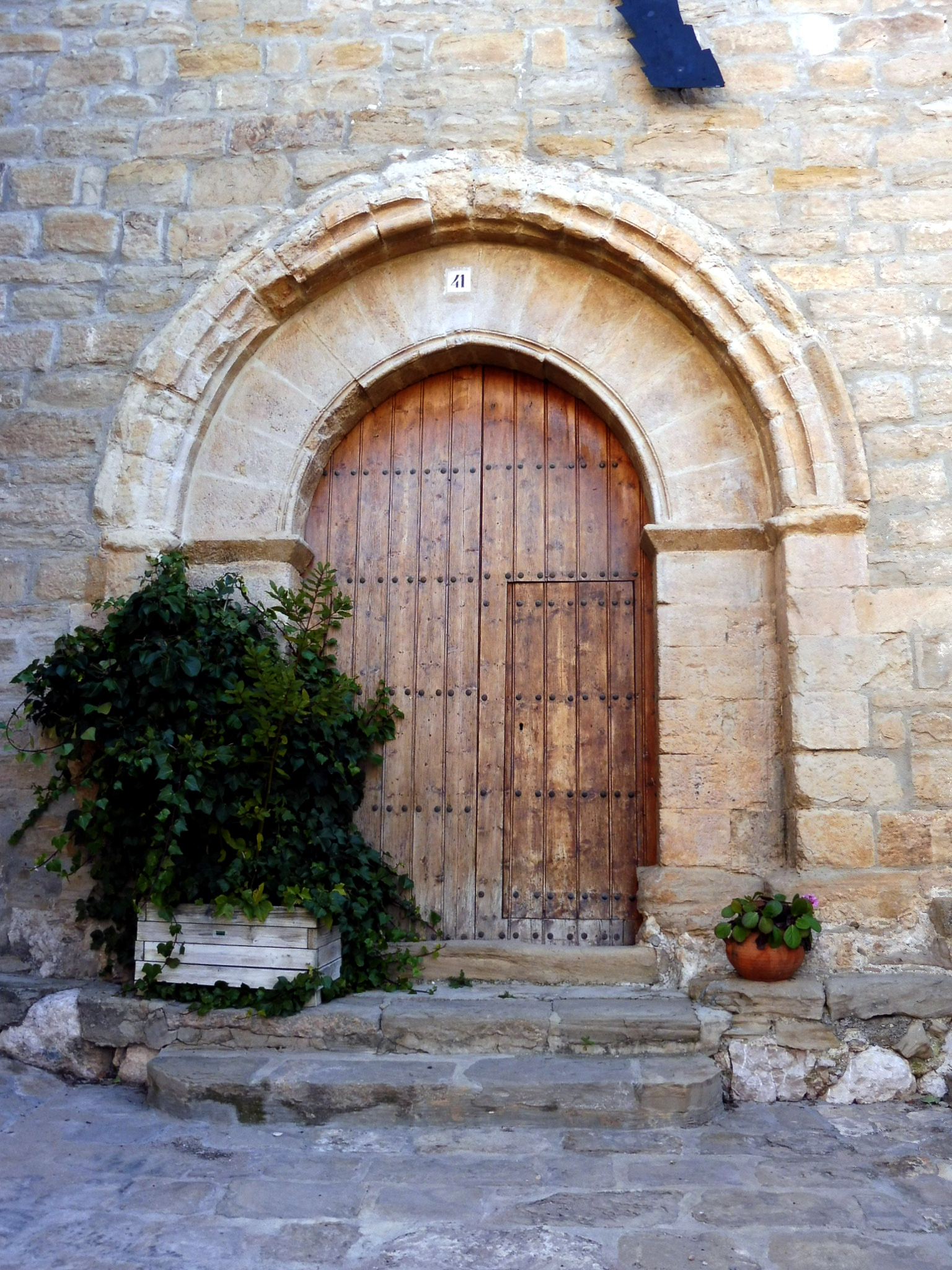
Portada

La façana principal actual es troba a l'oest, compta amb un portal en arc lleugerament apuntat, i emfatitzat per una arquivolta en degradació, amb un motlluratge simple de filiació gòtica. A la façana original, al mur nord, hi ha una porta paredada també amb arc lleugerament apuntat, amb grans dovelles. En aquesta mateixa façana nord s'observa un canvi de nivell al ràfec de coberta, que manté el carener uniforme.
Com ja s'ha dit és un edifici d'una sola nau coberta amb volta de canó de perfil apuntat, reforçada per arcs torals i capçada a llevant per una absis semicircular precedit per un estret arc presbiteral que arrenca una motllura bisellada. Als costats de l'absis hi ha dos arcs formers de perfil apuntat. Al mur de ponent, capçat per un campanar de torre que correspon a les reformes tardanes, s'obre una finestra d'una sola esqueixada amb arc apuntat, esvelta i apuntada.
L'edifici mostra una evolució complexa en les seves fases arquitectòniques. Per una banda la planta de l'església podria correspondre's amb el temple arcaic, del segle xi. No obstant la majoria de trets de les façanes, arcs i motllures semblen indicar una cronologia vers els segles XIII-XV. Altres elements interiors o el mateix campanar deuen correspondre amb el segle xviii o posteriors. Es pot observar, a més, que recentment l'edifici ha estat restaurat, ja que els murs i la teulada es troben ben assentats i acabats i en un òptim estat de conservació.